# Hrast pri Vinici
Hrast pri Vinici – wieś w Słowenii, w gminie Črnomelj. W 2018 roku liczyła 160 mieszkańców.